# Henry Heroki Mochizuki
Henry Heroki Mochizuki (Fujimino, 20 de septiembre de 2001) es un futbolista japonés que juega en la demarcación de defensa para el FC Machida Zelvia de la J1 League.

## Selección nacional
Hizo su debut con la selección absoluta de Japón el 8 de julio de 2025 contra Hong Kong en un partido del Campeonato de Fútbol de Asia Oriental de 2025 que finalizó con un resultado de 6-1 a favor del combinado japonés tras un gol de Matt Orr para Hong Kong, y los goles de Sōta Nakamura, Shō Inagaki y cuatro de Ryō Germain para Japón.

## Clubes
| Club              | País  | Año   | Partidos | Goles |
| ----------------- | ----- | ----- | -------- | ----- |
| FC Machida Zelvia | Japón | 2024- | 51       | 1     |

## Palmarés

### Títulos internacionales
| Título                                | Equipo             | Sede          | Año  |
| ------------------------------------- | ------------------ | ------------- | ---- |
| Campeonato de Fútbol de Asia Oriental | Selección de Japón | Corea del Sur | 2025 |